# Castronuevo de Esgueva
Castronuevo de Esgueva – gmina w Hiszpanii, w prowincji Valladolid, w Kastylii i León, o powierzchni 29,21 km². W 2011 roku gmina liczyła 378 mieszkańców.